# Сладун
Сладун (лат. Quercus frainetto) је врста високог листопадног дрвета из рода храстова. Народни називи за сладун су и благун, граница, крупна граница, плоскач.

## Распрострањеност
Сладун је дрво југоисточне Европе и једног дела Мале Азије. По свом ареалу припада балканском флорном елементу, са тежиштем на простору некадашње Мезије (Србија и Бугарска). У Европи допире на север до тромеђе Мађарске, Румуније и Украјине, а на југ до Пелопонеза. Има га понегде и у јужној Италији. Допире на исток до Бесарабије.

### Сладун у Србији
У Србији Сладун улази у састав климатогене заједнице храстовог појаса, односно шума сладуна и цера (Quercetum frainetto - cerris Rudski 1949). Ова заједница покрива велике површине наше земље (Шумадија), ширећи се према Босни, Црној Гори, Македонији и Бугарској. Чињеница да је сладун далеко цењенији као техничко дрво од цера утицала је да буде више и сечен.

## Изглед
Сладун расте у висину до 30 м и достиже дебљину дебла до 1 м. Већ после 5 година на младим стаблима почиње а се јавља мртва кора. Кора је тања него код лужњака, светлије боје и обично са уздужним и попречним плитким пукотинама. Младе гранчице су релативно дебеле и длакаве. Сладун развија широку и прилично густу, округласту крошњу.
Пупољци су крупни, длакави. Нагомилани су на врху грана, као и лишће. Листови су прости, на гранама наизменично распоређени. Крупни су, обрнуто јајасти, дуги до 20-30 цм, при основи срцасти или увасти, на врло кратким (3-8 цм) длакавим петељкама. Обод је дубоко режњевит, са 6-10 симетричних режњева који се смањују према врху. Наличје листа је меко маљаво.
Цветови су једнополни. Мушке ресе су доста дугачке, до 12 цм, ретко маљаве. Женски цветови су маљави и седе на заједничкој краткој дршци. Цвета у априлу-мају.
Плодови су нагомилани на врховима грана, као и листови. Жир је јајаст, дуг 15-30 цм, 2-3 пута дужи од купуле, на краткој дршци. Купула је полулоптаста, има сиве, прилегле, длакаве љуспе, које при врху прелазе обод. Сазрева у октобру исте године. Обилно рађа сваких 5-8 година.
- Кора
- Лице листа
- Наличје листа
- Цветови и листови груписани на врху грана
- Плодови и листови

## Станиште
Сладун се пење до 1.000 м н.в. Углавном расте на дубљим и доста сувим земљиштима, каква су гајњача, смоница али и псеудоглеј са киселом реакцијом. Ксеротермна је врста прелазног подручја између источног Медитерана и југозападних степа. Има добру изданачку снагу и највећи број забрана са сладуном је изданачког порекла.

## Употреба

### Дрво
Дрво сладуна је једричаво, годови маркантни, прстенасто порозни. Боја дрвета бељике жућкаста, а срчевине жућкасто смеђа. Дрво храста сладуна далеко је цењеније од церовог. Тешко се цепа, врло је твдо и трајно, врло јако распуцава. Као и остале врсте из рода храстова и сладун је цењено техничко дрво и има широку примену. Због својих естетских и механичких својстава и трајности користи се у облом стању или као резана грађа и фурнир. У облом стању користи се као рудничко дрво и за производњу железничких прагова. Резана грађа храста сладуна има широку примену у грађевинарству, за производњу намештаја и грађевинске столарије. Добро се резбари, па се користи и за уметничко изражавање. Дрво храста сладуна се нешто мање цени од дрвета храста лужњака.

### Плод - жир
Познато је да је у доба владавине Кнеза Милоша Обреновића тзв. "жирење свиња" био један од најчешћих начина екстензивног това свиња у Србији, у храстовим и буковим шумама. Данас је оваква врста исхране нарочито популарна у органској пољопривреди.
Храстов жир употребљавао се и у људској исхрани од најдавнијих времена. Утврђено је да су се жирови лужњака и китњака користили у исхрани још у неолиту. Жир многих врста храстова, па тако и сладуна, богат је скробом, шећером, беланчевинама, мастима, смолом и танином. Јестивост жирова зависи управо од садржаја танина у њима. Велики садржај танина резултира горким укусом плодова и ограничава њихову употребу у људској исхрани. Сладун спада у врсте чији жир има мали садржај танина, а доста скроба. Жир и данас користе у исхрани поборници природне исхране, а може се користити печен попут питомог кестена, као пире, самлевен у брашно као додатак хлебу или пржен и млевен као замена за кафу. У Немачкој је и данас познат израз "жирова кафа" (Eichelkaffe).

### Медљика
Храст сладун је медоносна врста. Посебно је значајан као извор медљике (медљиковац, медун, енгл. honeydew honey), посебне врсте меда који стварају пчеле од тзв. медне росе која се лучи са живих делова биљака. То лучење могу изазвати инсекти који сишу биљне сокове (нпр. биљне ваши), односно то су њихови или биљни секрети настали као реакција на оштећивање пупољака, листова, четина или грана, али може бити и физиолошка појава без посредовања других инсеката између биљке и пчеле. Управо је код храста сладуна овај други извор медљике. У процесу раста и зрења жира сладуна долази до лучења слатког, прозирног биљног сока из самих жирова. Биљни сок који храни семе започиње цурити уз кутикулу жира, често уз стварање пене. Сваки поједини жир "меди" по неколико дана, а с обзиром да не "меде" сви жирови истовремено ова појава може трајати и до 2 месеца, током јула и августа. Медљика је делотворан антиоксиданс, што јој, због способности везања слободних радикала, осигурава значајно место у исхрани. Осим тога медљика се спорије апсорбује интестиналном тракту човека и због тога мање агресивно делује на живе ћелије људског организма, што јој у погледу лековитости даје извесну предност у односу на цветни мед.

## Значај у озелењавању
На зеленим површинама се користи слично осталим врстама храстова.